# Шубников Лев Васильович
Лев Васильович Шубников (9 вересня 1901 — 10 листопада 1937) — український фізик в галузі фізики низьких температур, який працював в УРСР та в Нідерландах.

## Біографія
Народився в Санкт-Петербурзі в родині бухгалтера. Навчався в Петроградському університеті та політехнічному університеті. Працював над вирощенням монокристалів металів. Спільно з І. Обреїмовим розробив метод вирощування монокристалів з розплаву (метод Обреїмова-Шубникова). Від 1926 до 1930 року працював в Лейденській кріогенній лабораторії з Вандером де Гаазом. Відкрив осциляції магнетоопору при низьких температурах (Осциляції Шубникова — де Гааза). В 1930 році повернувся до СРСР і заснував першу в країні кріогенну лабораторію в Харкові. Відкрив антиферомагнетизм та парамагнетизм твердого водню. В 1935 році був головою кафедри фізики Харківського університету. В 1937 році під час єжовщини НКВД ініціював сфабриковану справу проти Українського фізико-технічного інституту і Шубникова було безпідставно засуджено та страчено. Посмертно реабілітований.

## Вшанування пам'яті

Меморіальна дошка Л. В. Шубникову

- 2001 р. на честь Льва Шубникова названо премію НАН України за видатні наукові роботи в галузі експериментальної фізики.
- 2004 р. на будинку № 14 на вулиці Чайковській у Харкові, де в 1930-х роках жив фізик, відкрили меморіальну дошку.
- Музейний захід до вшанування пам’яті Льва Васильовича Шубнікова [1].